# Evy Kuijpers
Evy Kuijpers (Lierop, 15 februari 1995) is een Nederlands wielrenster die sinds 2023 op de weg voor de Belgische wielerploeg Fenix-Deceuninck rijdt. 

## Carrière
Ze reed in 2010 en 2011 voor Brainwash, in 2014 en 2015 voor Futurumshop.nl - Zannata en vanaf 2016 voor het clubteam Jan van Arckel. In 2018 werd ze vijfde tijdens het Nederlands kampioenschap en daarmee beste clubrenster. In 2019 maakt ze haar comeback in het profpeloton bij CCC-Liv, dat in 2021 verder ging als Liv Racing. Tevens is zij actief in het veld.

## Palmares
2015
Kempenklassement
3e in Beveren-Waas
2016
Drielandenomloop
2e in 4e etappe Boels Ladies Tour
2018
 Nederlands kampioene op de weg, elite zonder contract
3e in Omloop van Borsele
2024
GP Lucien Van Impe

## Ploegen
- 2010 –  Brainwash Cycling Team
- 2011 –  Brainwash Cycling Team

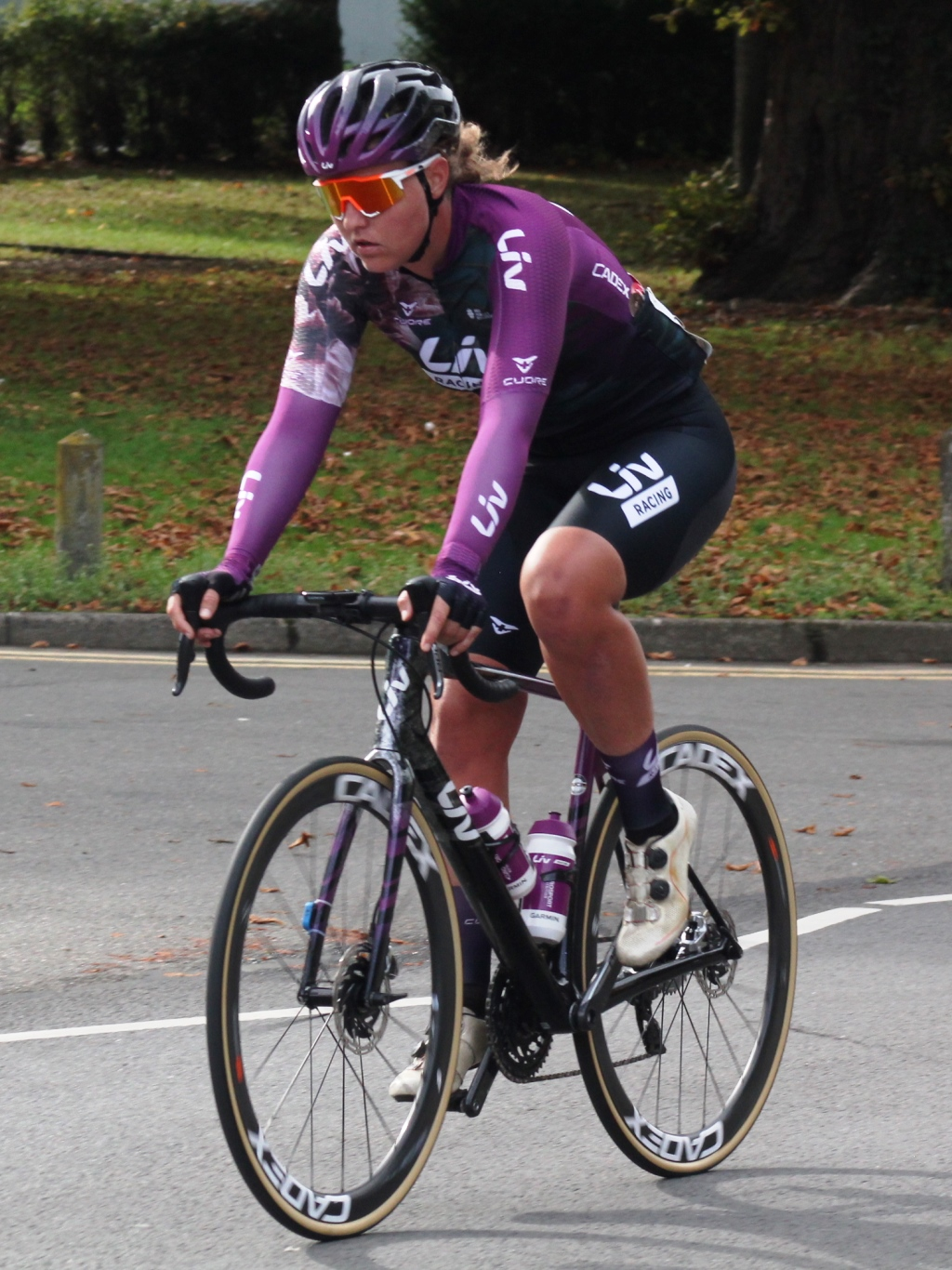
Evy Kuijpers in The Women's Tour 2021.

- 2014 –  Futurumshop.nl - Zannata
- 2015 –  Lensworld.eu - Zannata
- 2016 –  Jan van Arckel
- 2017 –  Jan van Arckel
- 2018 –  Jan van Arckel
- 2019 –  CCC-Liv
- 2020 –  CCC-Liv
- 2021 –  Liv Racing
- 2022 –  Human Powered Health
- 2023 –  Fenix-Deceuninck
- 2024 –  Fenix-Deceuninck
- 2025 –  Fenix-Deceuninck

Demey · Van der Heijden · Korevaar · Kuijpers · Lach · Markus · Moolman-Pasio · Rooijakkers · Skalniak · Stultiens · Vos
Bertizzolo · Demey · Van der Heijden · Jaskulska · Korevaar · Kuijpers · Lach · Markus · Moolman-Pasio · Nerlo · Paladin · Rooijakkers · Skalniak · Stultiens · Vos
Bertizzolo · Demey · Jackson · Jaskulska · Kopecky · Korevaar · Kuijpers · Paladin · Rooijakkers · Stultiens
Buysman · Christie · Christoforou · Clouse · Kröger · Kuijpers · MacPherson · Malcotti · Raaijmakers · Ray · Schmid · Williams · Yonamine
Alvarado · Cant · Couzens · de Baat · De Wilde · Kastelijn · Kuijpers · Martins · Marturano · Pieterse · Schrempf · Schweinberger · Stiasny · Truyen · Van de Velde · van der Heijden · van Zuthem · Worst · Wright
Alvarado · Cant · Couzens · De Wilde · Kastelijn · Kuijpers · Marturano · Perkins · Pieterse · Rooijakkers · Schrempf · Schweinberger · Stiasny · Truyen · van Alphen · van der Heijden · van Zuthem · Worst · Wright
Alvarado · Casasola · Couzens · De Wilde · Kastelijn · Kuijpers · Perkins · Pieterse · Rooijakkers · Schrempf · Schweinberger · Truyen · van Alphen · van der Heijden · van Zuthem · Worst